# Hilding Gustafsson

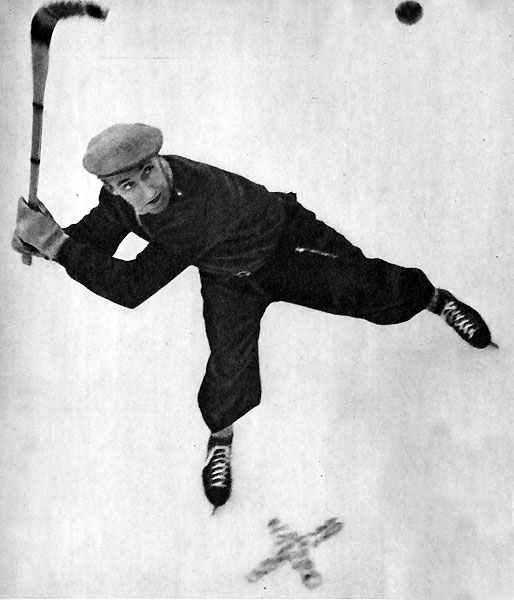
Gustafsson im Jahr 1945

Hilding „Moggli“ Gustafsson (* 16. Januar 1914; † 28. September 1999) war ein schwedischer Bandy, Eishockey-, Handball- und Fußballspieler und -trainer.

## Werdegang

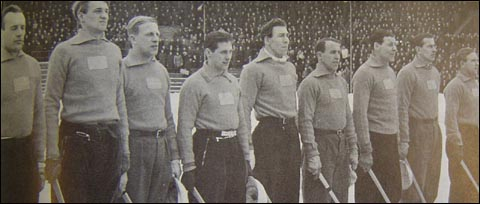
Gustafsson (4.v.r.) bei einem Bandyländerspiel 1947

Gustafsson begann 1927 mit dem Bandyspielen bei Charlottenburgs BK. 1930 wechselte er zu Reymersholms IK. Hier spielte er bis 1948 parallel Bandy, Eishockey und Fußball und konnte sich in allen drei Sportarten in die Nationalmannschaft spielen. Dabei lief er für den Klub sieben Jahre in der Bandyallsvenskan, fünf Jahre in der HockeyAllsvenskan und eine Spielzeit in der Fotbollsallsvenskan auf. Zudem spielte er im Handball mit dem Verein zweitklassig.In dieser Zeit wurde er elf Mal in die Bandynationalmannschaft, 1934 einmal in die Eishockeynationalmannschaft und 1940 bis 1941 sieben Mal in die Fußballnationalmannschaft berufen.
1947/48 lief er zudem für Edsbyns IF in der Bandyallsvenskan auf, 1951 kehrte er noch einmal zu Reymersholms IK zurück. Anschließend wurde er Trainer bei Hammarby IF und dem Zweitligisten Åtvidabergs IF. Ende der 1950er Jahre arbeitete er als Nationaltrainer der Bandynationalmannschaft. Zudem war er auch als Fußballtrainer tätig und betreute in den 1950er Jahren Åtvidabergs FF und arbeitete Anfang der 1960er Jahre bei AIK.